# 음력 11월 18일
음력 11월 18일은 음력 11월의 18번째 날이다.

## 사건
- 2011년 - 서해상에서 불법조업 중이었던 중국 어선들을 나포하던 대한민국의 해양경찰관이 중국 선원에게 피살당하였다.

## 문화
- 1986년 - 부산 도시철도 1호선 노포역 개통.
- 2008년 - 장항선 복선전철 천안 ~ 신창 구간 개통.

## 탄생
- 1962년 - 대한민국의 방송인 서정희.
- 1967년 - 대한민국의 정치인 김민철.
- 1988년 - 대한민국의 가수 지세희.
- 1989년 - 대한민국의 가수 안성훈.
- 1991년 - 대한민국의 가수 송푸름.
- 1992년 - 일본의 축구 선수 쇼지 겐.
- 1995년 - 대한민국의 가수 김수영.

## 같이 보기
- 음력 360일: 1월 2월 3월 4월 5월 6월 7월 8월 9월 10월 11월 12월
- 전날:11월 17일 다음날:11월 19일 - 전달:10월 18일 다음달:12월 18일
- 양력:11월 18일
- 음력, 윤달